# New Americana
New Americana è un singolo della cantante statunitense Halsey, pubblicato il 10 luglio 2015 come primo estratto dal primo album in studio Badlands.

## Descrizione
New Americana, scritto dalla stessa interprete con Lido, Kalkutta, Larzz Principato, James Mtume, è un brano elettropop e rock elettronico, e ha una durata di 3 minuti e 3 secondi.

## Promozione
Halsey ha presentato New Americana dal vivo per la prima volta al Jimmy Kimmel Live! ad agosto 2015 e due mesi dopo nuovamente al Late Show with Stephen Colbert.

## Accoglienza
Numerosi critici di varie pubblicazioni e riviste, tra cui Billboard, USA Today e il New York Times, hanno descritto New Americana come un «inno generazionale» della generazione Y. Nathan Reese di Pitchfork ha criticato il ritornello, trovandolo «calcolato, ribelle e vuoto».

## Video musicale
Il video musicale ha debuttato il 25 settembre 2015 su MTV e successivamente è stato reso disponibile tramite il canale Vevo della cantante.

## Formazione
Musicisti
- Halsey – voce
- Jayda Brown – cori
- Emma Gunn – cori
- Levi Gunn – cori
- Merit Leighton – cori
- Mason Purece – cori
- Dan Grech-Marguerat – programmazione aggiuntiva

Produzione
- Lido – produzione
- Kalkutta – produzione aggiuntiva
- Larzz Principato – produzione aggiuntiva
- Dylan William – produzione vocale
- Dan Grech-Marguerat – missaggio
- Pete Lyman – mastering

## Classifiche
| Classifica (2015-16) | Posizione massima |
| -------------------- | ----------------- |
| Belgio (Fiandre)     | 84                |
| Canada               | 57                |
| Irlanda              | 89                |
| Italia               | 24                |
| Repubblica Ceca      | 34                |
| Slovacchia           | 28                |
| Stati Uniti          | 60                |